# Equitazione ai Giochi della XVIII Olimpiade - Concorso completo individuale
La competizione del concorso completo individuale di equitazione dei Giochi della XVIII Olimpiade si è svolta nei giorni dal 16 al 19 ottobre 1964 a Karuizawa.
Alla competizione partecipò anche una donna (identificata con il simbolo ).

## Risultati singole prove

### Prova di dressage
Si è disputata nei giorni 16 e 17 ottobre.
| Pos. | Atleta                | Nazione          | Punti   |
| ---- | --------------------- | ---------------- | ------- |
| 1    | Fritz Ligges          | Germania         | -32.00  |
| 2    | Reuben Samuel Jones   | Gran Bretagna    | -35.00  |
| 3    | Carlos Moratorio      | Argentina        | -42.00  |
| 4    | James Templer         | Gran Bretagna    | -42.67  |
| 4    | John Michael Plumb    | Stati Uniti      | -42.67  |
| 6    | Michael Owen Page     | Stati Uniti      | -43.00  |
| 7    | Horst Karsten         | Germania         | -49.00  |
| 8    | Hugues Landon         | Francia          | -50.33  |
| 9    | Saybattal Mursalimov  | Unione Sovietica | -50.67  |
| 10   | Harry Freeman-Jackson | Irlanda          | -52.33  |
| 10   | Lana du Pont          | Stati Uniti      | -52.33  |
| 12   | Louis Jean Le Goff    | Francia          | -52.67  |
| 12   | Richard Meade         | Gran Bretagna    | -52.67  |
| 14   | Mauro Checcoli        | Italia           | -54.00  |
| 15   | Michael Bullen        | Gran Bretagna    | -54.33  |
| 16   | Jéhan Le Roy          | Francia          | -56.67  |
| 17   | German Gazyumov       | Unione Sovietica | -57.33  |
| 18   | Tommy Brennan         | Irlanda          | -57.67  |
| 19   | Karl-Heinz Fuhrmann   | Germania         | -58.00  |
| 20   | Neale Lavis           | Australia        | -58.33  |
| 21   | Alessandro Argenton   | Italia           | -59.67  |
| 22   | Julio Henri           | Argentina        | -60.33  |
| 23   | Gerhard Schulz        | Germania         | -60.67  |
| 24   | Pavel Deyev           | Unione Sovietica | -61.33  |
| 25   | Juan Gesualdi         | Argentina        | -61.67  |
| 25   | Eduardo Higareda      | Messico          | -61.67  |
| 27   | Jean de Croutte       | Francia          | -62.67  |
| 28   | Mikio Chiba           | Giappone         | -63.67  |
| 28   | Boris Konkov          | Unione Sovietica | -63.67  |
| 30   | John Kelly            | Australia        | -64.67  |
| 31   | Bill Roycroft         | Australia        | -65.00  |
| 32   | Paolo Angioni         | Italia           | -65.33  |
| 33   | José González         | Messico          | -66.00  |
| 34   | Elvio Flores          | Argentina        | -68.33  |
| 35   | Joaquín Madrigal      | Messico          | -69.33  |
| 36   | Giuseppe Ravano       | Italia           | -69.67  |
| 36   | Manuel Mendívil       | Messico          | -69.67  |
| 36   | Kevin Freeman         | Stati Uniti      | -69.67  |
| 39   | Anthony Cameron       | Irlanda          | -70.67  |
| 40   | Masanori Katsumoto    | Giappone         | -72.00  |
| 41   | Masaki Matsudaira     | Giappone         | -73.33  |
| 42   | Rikutoshi Maeda       | Giappone         | -76.00  |
| 43   | Jo Hyeong-Won         | Corea del Sud    | -81.00  |
| 44   | John Harty            | Irlanda          | -84.00  |
| 45   | Seo Myeong-Won        | Corea del Sud    | -84.33  |
| 46   | Kim Yeong-Ro          | Corea del Sud    | -86.67  |
| 47   | Kim Mun-Sik           | Corea del Sud    | -91.17  |
| 48   | Brien Cobcroft        | Australia        | -100.00 |

### Prova di Cross-country
Si è disputata il giorno 18 ottobre. 
| Pos. | Atleta                | Nazione          | Punteggi | Punteggi | Punteggi | Punteggi | Punteggi | Punteggi |
| Pos. | Atleta                | Nazione          | R.P.     | S.P.     | S.T.     | C.P.     | C.T.     | Totale   |
| ---- | --------------------- | ---------------- | -------- | -------- | -------- | -------- | -------- | -------- |
| 1    | Brien Cobcroft        | Australia        | 0        | 0        | 37,6     | 0        | 80,8     | 118,4    |
| 1    | Richard Meade         | Gran Bretagna    | 0        | 0        | 37,6     | 0        | 80,8     | 118,4    |
| 1    | Mauro Checcoli        | Italia           | 0        | 0        | 37,6     | 0        | 80,8     | 118,4    |
| 4    | Anthony Cameron       | Irlanda          | 0        | 0        | 37,6     | 0        | 79,6     | 117,2    |
| 5    | Paolo Angioni         | Italia           | 0        | 0        | 32,0     | 0        | 71,2     | 103,2    |
| 6    | John Harty            | Irlanda          | 0        | 0        | 22,4     | 0        | 76,8     | 99,2     |
| 7    | Carlos Moratorio      | Argentina        | 0        | 0        | 35,2     | 0        | 63,2     | 98,4     |
| 8    | Bill Roycroft         | Australia        | 0        | 0        | 37,6     | 0        | 59,6     | 97,2     |
| 9    | Kevin Freeman         | Stati Uniti      | 0        | 0        | 37,6     | 0        | 59,2     | 96,8     |
| 10   | Horst Karsten         | Germania         | 0        | 0        | 35,2     | 0        | 60,4     | 95,6     |
| 11   | Reuben Samuel Jones   | Gran Bretagna    | 0        | 0        | 37,6     | 0        | 53,6     | 91,2     |
| 11   | Fritz Ligges          | Germania         | 0        | 0        | 35,2     | 0        | 56,0     | 91,2     |
| 13   | Michael Owen Page     | Stati Uniti      | 0        | 0        | 25,6     | 0        | 64,8     | 90,4     |
| 14   | German Gazyumov       | Unione Sovietica | 0        | 0        | 37,6     | -20      | 63,2     | 80,8     |
| 15   | Elvio Flores          | Argentina        | 0        | 0        | 35,2     | 0        | 40,4     | 75,6     |
| 16   | Giuseppe Ravano       | Italia           | 0        | 0        | 30,4     | -20      | 62,8     | 73,2     |
| 17   | José González         | Messico          | 0        | 0        | 37,6     | 0        | 32,0     | 69,6     |
| 18   | Pavel Deyev           | Unione Sovietica | 0        | 0        | 21,6     | 0        | 47,6     | 69,2     |
| 19   | Tommy Brennan         | Irlanda          | 0        | 0        | 19,2     | 0        | 39,6     | 58,8     |
| 20   | Louis Jean Le Goff    | Francia          | 0        | 0        | 4,8      | 0        | 50,0     | 54,8     |
| 21   | Boris Konkov          | Unione Sovietica | 0        | 0        | 20,0     | 0        | 33,2     | 53,2     |
| 22   | Gerhard Schulz        | Germania         | 0        | 0        | 31,2     | 0        | 20,4     | 51,6     |
| 23   | John Michael Plumb    | Stati Uniti      | 0        | 0        | 0,8      | 0        | 43,2     | 44,0     |
| 24   | Karl-Heinz Fuhrmann   | Germania         | 0        | 0        | 29,6     | 0        | 8,4      | 38,0     |
| 25   | Jean de Croutte       | Francia          | -25      | 0        | 8,0      | 0        | 51,2     | 34,2     |
| 26   | Neale Lavis           | Australia        | 0        | 0        | 36,0     | -60      | 39,2     | 15,2     |
| 27   | Saybattal Mursalimov  | Unione Sovietica | 0        | -60      | 23,2     | 0        | 43,6     | 6,8      |
| 28   | Hugues Landon         | Francia          | 0        | 0        | 16,0     | -20      | 6,8      | 2,8      |
| 29   | Juan Gesualdi         | Argentina        | 0        | 0        | 16,0     | -60      | 37,2     | -6,8     |
| 30   | John Kelly            | Australia        | 0        | 0        | 37,6     | -120     | 69,2     | -13,2    |
| 31   | Harry Freeman-Jackson | Irlanda          | 0        | 0        | 30,4     | -80      | 33,2     | -16,4    |
| 32   | Alessandro Argenton   | Italia           | 0        | 0        | 35,2     | -140     | 35,6     | -69,2    |
| 33   | Eduardo Higareda      | Messico          | -14      | 0        | 0,0      | -74      | 0,0      | -88,0    |
| 34   | Manuel Mendívil       | Messico          | -22      | 0        | 0,0      | -86,4    | 0,0      | -108,4   |
| 35   | Julio Henri           | Argentina        | 0        | 0        | 5,6      | -119,4   | 0,0      | -113,8   |
| 36   | Lana du Pont          | Stati Uniti      | 0        | 0        | 34,4     | -176     | 0,0      | -141,6   |
| 37   | Mikio Chiba           | Giappone         | 0        | 0        | 0,0      | -174,8   | 0,0      | -174,8   |
| -    | Joaquín Madrigal      | Messico          | 0        | 0        | 37,6     |          |          | Rit.     |
| -    | James Templer         | Gran Bretagna    | 0        | 0        | 37,6     |          |          | Rit.     |
| -    | Masaki Matsudaira     | Giappone         | 0        | 0        | 37,6     |          |          | Rit.     |
| -    | Rikutoshi Maeda       | Giappone         | 0        | 0        | 33,6     |          |          | Rit.     |
| -    | Masanori Katsumoto    | Giappone         | 0        | 0        | 17,6     |          |          | Rit.     |
| -    | Jo Hyeong-Won         | Corea del Sud    | 0        | 0        | 13,6     |          |          | Rit.     |
| -    | Seo Myeong-Won        | Corea del Sud    | 0        | 0        | 8,8      |          |          | Rit.     |
| -    | Kim Yeong-Ro          | Corea del Sud    | 0        | 0        | -10,4    |          |          | Rit.     |
| -    | Michael Bullen        | Gran Bretagna    | 0        | -60      | 18,4     |          |          | Rit.     |
| -    | Jéhan Le Roy          | Francia          |          |          |          |          |          | Rit.     |
| -    | Kim Mun-Sik           | Corea del Sud    |          |          |          |          |          | Rit.     |

### Prova di salto
Si è disputata il giorno 19 ottobre.
| Pos. | Atleta                | Nazione          | Penalità |
| ---- | --------------------- | ---------------- | -------- |
| 1    | Carlos Moratorio      | Argentina        | 0,00     |
| 1    | Bill Roycroft         | Australia        | 0,00     |
| 1    | Tommy Brennan         | Irlanda          | 0,00     |
| 1    | Anthony Cameron       | Irlanda          | 0,00     |
| 1    | Harry Freeman-Jackson | Irlanda          | 0,00     |
| 1    | Mauro Checcoli        | Italia           | 0,00     |
| 1    | Giuseppe Ravano       | Italia           | 0,00     |
| 1    | Manuel Mendívil       | Messico          | 0,00     |
| 1    | German Gazyumov       | Unione Sovietica | 0,00     |
| 1    | Michael Owen Page     | Stati Uniti      | 0,00     |
| 1    | John Michael Plumb    | Stati Uniti      | 0,00     |
| 12   | Boris Konkov          | Unione Sovietica | -0,50    |
| 13   | Elvio Flores          | Argentina        | -10,00   |
| 13   | Brien Cobcroft        | Australia        | -10,00   |
| 13   | Jean de Croutte       | Francia          | -10,00   |
| 13   | Hugues Landon         | Francia          | -10,00   |
| 13   | Horst Karsten         | Germania         | -10,00   |
| 13   | Fritz Ligges          | Germania         | -10,00   |
| 13   | Eduardo Higareda      | Messico          | -10,00   |
| 13   | Saybattal Mursalimov  | Unione Sovietica | -10,00   |
| 13   | Kevin Freeman         | Stati Uniti      | -10,00   |
| 22   | Juan Gesualdi         | Argentina        | -20,00   |
| 22   | Gerhard Schulz        | Germania         | -20,00   |
| 22   | John Harty            | Irlanda          | -20,00   |
| 22   | Paolo Angioni         | Italia           | -20,00   |
| 26   | John Kelly            | Australia        | -30,00   |
| 26   | Reuben Samuel Jones   | Gran Bretagna    | -30,00   |
| 26   | Karl-Heinz Fuhrmann   | Germania         | -30,00   |
| 26   | Mikio Chiba           | Giappone         | -30,00   |
| 26   | Lana du Pont          | Stati Uniti      | -30,00   |
| 31   | Richard Meade         | Gran Bretagna    | -36,00   |
| 32   | Louis Jean Le Goff    | Francia          | -40,00   |
| 32   | José González         | Messico          | -40,00   |
| 32   | Pavel Deyev           | Unione Sovietica | -40,00   |
| -    | Julio Henri           | Argentina        | Rit.     |
| -    | Neale Lavis           | Australia        | Rit.     |
| -    | Alessandro Argenton   | Italia           | Rit.     |

## Classifica Finale
| Pos.             | Binomio               | Binomio           | Nazione          | Dressage | Cross Country | Salto Ostacoli | Totale  |
| Pos.             | Cavaliere             | Cavallo           | Nazione          | Dressage | Cross Country | Salto Ostacoli | Totale  |
| ---------------- | --------------------- | ----------------- | ---------------- | -------- | ------------- | -------------- | ------- |
| Oro              | Mauro Checcoli        | Surbean           | Italia           | -54,00   | 118,4         | 0,00           | 64,40   |
| Argento          | Carlos Moratorio      | Chalan            | Argentina        | -42,00   | 98,4          | 0,00           | 56,40   |
| Bronzo           | Fritz Ligges          | Donkosak          | Germania         | -32,00   | 91,2          | -10,00         | 49,20   |
| 4                | Michael Owen Page     | Grasshopper       | Stati Uniti      | -43,00   | 90,4          | 0,00           | 47,40   |
| 5                | Anthony Cameron       | Black Salmon      | Irlanda          | -70,67   | 117,2         | 0,00           | 46,53   |
| 6                | Horst Karsten         | Condora           | Germania         | -49,00   | 95,6          | -10,00         | 36,60   |
| 7                | Bill Roycroft         | Eldorado          | Australia        | -65,00   | 97,2          | 0,00           | 32,20   |
| 8                | Richard Meade         | Barberry          | Gran Bretagna    | -52,67   | 118,4         | -36,00         | 29,73   |
| 9                | Reuben Samuel Jones   | Master Bernard    | Gran Bretagna    | -35,00   | 91,2          | -30,00         | 26,20   |
| 10               | German Gazyumov       | Gran              | Unione Sovietica | -57,33   | 80,8          | 0,00           | 23,47   |
| 11               | Paolo Angioni         | King              | Italia           | -65,33   | 103,2         | -20,00         | 17,87   |
| 12               | Kevin Freeman         | Gallopade         | Stati Uniti      | -69,67   | 96,8          | -10,00         | 17,13   |
| 13               | Brien Cobcroft        | Stony Crossing    | Australia        | -100,00  | 118,4         | -10,00         | 8,40    |
| 14               | Giuseppe Ravano       | Royal Love        | Italia           | -69,67   | 73,2          | 0,00           | 3,53    |
| 15               | John Michael Plumb    | Bold Minstrel     | Stati Uniti      | -42,67   | 44,0          | 0,00           | 1,33    |
| 16               | Tommy Brennan         | Kilkenny          | Irlanda          | -57,67   | 58,8          | 0,00           | 1,13    |
| 17               | Elvio Flores          | Legitima          | Argentina        | -68,33   | 75,6          | -10,00         | -2,73   |
| 18               | John Harty            | San Michele       | Irlanda          | -84,00   | 99,2          | -20,00         | -4,80   |
| 19               | Boris Konkov          | Rumb              | Unione Sovietica | -63,67   | 53,2          | -0,50          | -10,97  |
| 20               | Gerhard Schulz        | Balza, X          | Germania         | -60,67   | 51,6          | -20,00         | -29,07  |
| 21               | Pavel Deyev           | Satrap            | Unione Sovietica | -61,33   | 69,2          | -40,00         | -32,13  |
| 22               | José González         | Condor            | Messico          | -66,00   | 69,6          | -40,00         | -36,40  |
| 23               | Louis Jean Le Goff    | Leopard           | Francia          | -52,67   | 54,8          | -40,00         | -37,87  |
| 24               | Jean de Croutte       | Mon Clos          | Francia          | -62,67   | 34,2          | -10,00         | -38,47  |
| 25               | Karl-Heinz Fuhrmann   | Mohamet           | Germania         | -58,00   | 38,0          | -30,00         | -50,00  |
| 26               | Saybattal Mursalimov  | Dzhigit           | Unione Sovietica | -50,67   | 6,8           | -10,00         | -53,87  |
| 27               | Hugues Landon         | Laurier           | Francia          | -50,33   | 2,8           | -10,00         | -57,53  |
| 28               | Harry Freeman-Jackson | St. Finbarr       | Irlanda          | -52,33   | -16,4         | 0,00           | -68,73  |
| 29               | Juan Gesualdi         | Morrina           | Argentina        | -61,67   | -6,8          | -20,00         | -88,47  |
| 30               | John Kelly            | Brigalow          | Australia        | -64,67   | -13,2         | -30,00         | -107,87 |
| 31               | Eduardo Higareda      | Engano            | Messico          | -61,67   | -88,0         | -10,00         | -159,67 |
| 32               | Manuel Mendívil       | Xihuilt           | Messico          | -69,67   | -108,4        | 0,00           | -178,07 |
| 33               | Lana du Pont          | Mr. Wister        | Stati Uniti      | -52,33   | -141,6        | -30,00         | -223,93 |
| 34               | Mikio Chiba           | Mauta             | Giappone         | -63,67   | -174,8        | -30,00         | -268,47 |
| Non classificati |                       |                   |                  |          |               |                |         |
| -                | Alessandro Argenton   | Scottie           | Italia           | -59,67   | -69,2         | Rit.           |         |
| -                | Julio Henri           | Imperioso         | Argentina        | -60,33   | -113,8        | Rit.           |         |
| -                | Neale Lavis           | Mirrabooka        | Australia        | -58,33   | 15,2          | Rit.           |         |
| -                | James Templer         | M-Lord, Connolly  | Gran Bretagna    | -42,67   | Rit.          |                |         |
| -                | Jéhan Le Roy          | Garden            | Francia          | -56,67   | Rit.          |                |         |
| -                | Jo Hyeong-Won         | General           | Corea del Sud    | -81,00   | Rit.          |                |         |
| -                | Joaquín Madrigal      | Principiante      | Messico          | -69,33   | Rit.          |                |         |
| -                | Kim Mun-Sik           | Silver Moon Light | Corea del Sud    | -91,17   | Rit.          |                |         |
| -                | Kim Yeong-Ro          | Mudgeogongah      | Corea del Sud    | -86,67   | Rit.          |                |         |
| -                | Masaki Matsudaira     | Nippo             | Giappone         | -73,33   | Rit.          |                |         |
| -                | Masanori Katsumoto    | Eiten             | Giappone         | -72,00   | Rit.          |                |         |
| -                | Michael Bullen        | Sea Breeze        | Gran Bretagna    | -54,33   | Rit.          |                |         |
| -                | Rikutoshi Maeda       | Hogetsu           | Giappone         | -76,00   | Rit.          |                |         |
| -                | Seo Myeong-Won        | Marshall          | Corea del Sud    | -84,33   | Rit.          |                |         |